# Aruna Asaf Ali
Pour les articles homonymes, voir Ali.
Aruna Asaf Ali (Kalka, 16 juillet 1909 – 29 juillet 1996), née Aruna Ganguly, est une militante indépendantiste et femme politique indienne. 
Elle est connue pour avoir hissé le drapeau du Congrès national indien au Gowalia Tank à Bombay pendant le mouvement Quit India en 1942. Après l'indépendance indienne, elle reste active en politique, devenant maire de Delhi en 1958. Dans les années 1960, elle lance une maison d'édition. Elle reçoit la plus haute distinction civile indienne, le Bharat Ratna, à titre posthume, en 1997.

## Biographie

### Jeunesse
Aruna Asaf Ali est née Aruna Ganguly le 16 juillet 1909 à Kalka, au Punjab, en Inde Britannique (aujourd'hui l'Haryana, en Inde) dans une famille bengalie. Son père Upendranath Ganguly est propriétaire d'un restaurant, sa mère Ambalika Devi est la fille de Trailokyanath Sanyal, célèbre leader Brahmo. Sa sœur Purnima Banerjee devient une militante politique, membre de l'Assemblée constituante indienne.
Aruna fait ses études à Lahore puis à Nainital. Elle travaille ensuite comme enseignante à Calcutta. Elle rencontre Asaf Ali, figure du parti du Congrès, à Allahabad. Ils se marient en 1928, en dépit de l'opposition parentale du fait de la différence de religion et d'âge (il est musulman et son aîné de plus de vingt ans).

### Débuts militants
Membre active du Parti du Congrès, elle participe à la marche du sel. Elle est arrêtée et accusée de vagabondage, et n'est donc pas libérée en 1931 par le pacte Gandhi-Irwin qui prévoit la libération de tous les prisonniers politiques. Une mobilisation publique conduit finalement à sa libération.
En 1932, elle est de nouveau emprisonnée, cette fois à Tihar. Elle proteste contre l'indifférence au sort des prisonniers politiques en entamant une grève de la faim. Ses efforts aboutissent à une amélioration dans la prison de Tihar, mais elle est déplacée à Ambala et soumise à l'isolement. Elle est libérée peu après.
Le 8 août 1942, le All India Congress Committee initie à Bombay le mouvement Quit India, un appel pour une indépendance immédiate de l'Inde. Le gouvernement réagit par l'arrestation des principaux dirigeants du Congrès national indien. Aruna Asaf Ali préside la fin de la session, le 9 août, et hisse le drapeau du Congrès au Gowalia Tank maidan - un geste resté dans les mémoires. La police tire sur les participants. Aruna est saluée pour son courage.
Un mandat d'arrêt est émis contre elle. Elle entre alors dans la clandestinité pour échapper aux autorités. Ses biens sont confisqués et vendus. Elle édite Inquilab, la revue du Parti du Congrès, avec Ram Manohar Lohia. En 1944, elle exhorte les jeunes à participer à la révolution. Jayaprakash Narayan et Aruna Asaf Ali sont alors décrits comme les héritiers politiques de Gandhi et de Karl Marx. Le gouvernement offre une récompense de 5000 roupies pour sa capture. Elle tombe malade et se cache auprès du Dr Joshi à New Delhi. Gandhi lui envoie une note pour la convaincre de sortir de la clandestinité et de se rendre aux autorités. Elle ne le fait cependant qu'en 1946, alors que le mandat d'arrêt contre elle a été levé. Elle soutient la mutinerie de la Royal Indian Navy, ce qui lui vaut d'être critiquée par Gandhi.

### Après l'indépendance
Avec ses compagnons de la mouvance socialiste du Parti du Congrès, elle rejoint le Parti socialiste à sa création en 1948. Peu après avoir visité Moscou, Rajani Palme Dutt et Aruna Asaf Ali quittent le Parti socialiste pour le Parti communiste d'Inde. 
Sur le plan personnel, elle est endeuillée par le décès d'Asaf Ali en 1953.
En 1954, elle participe à la création de la Fédération nationale des femmes indiennes, au sein du PCI. Elle quitte cependant le parti en 1956 lorsque Nikita Khrouchtchev dénonce publiquement la politique de Staline. 
En 1958, elle est élue maire de la Corporation municipale de Delhi, tout juste créée. Elle collabore alors étroitement avec des militants de la laïcité, comme Gourou Radha Kishan. Elle démissionne en juin 1959.
Edatata Narayanan et elle lancent une maison d'édition, Link, qui publie un quotidien (Patriot) et un hebdomadaire (Link), rencontrant un certain succès. Elle quittera la société en raison de désaccords internes, choquée par la cupidité de certains compagnons. 
En 1964, elle fait son retour au Parti du Congrès, mais cesse ses activités politiques. En dépit de ses réserves quant à l'application de l'état d'urgence en 1975-1977, elle reste proche d'Indira Gandhi et de Rajiv Gandhi.
Elle décède à New Delhi le 29 juillet 1996, à 87 ans.

## Distinctions
Aruna Asaf Ali reçoit le prix Lénine pour la paix de l'Union soviétique en 1964 et le prix Jawaharlal Nehru de l'Inde en 1991. Elle reçoit de l'Inde la deuxième plus haute distinction civile, la médaille Padma Vibhushan, en 1992, et, la plus haute distinction civile, le Bharat Ratna, à titre posthume, en 1997. En 1998, un timbre commémoratif lui est consacré. 
Le parti All India Minorities Front distribue chaque année un prix en son honneur.